# Осиновка (Челябинская область)
Оси́новка — деревня в Сосновском районе Челябинской области. Входит в состав Кременкульского сельского поселения.

## География
Деревня находится на расстоянии 43 км к юго-западу от села Долгодеревенское, административного центра района.

### Часовой пояс
Деревня Осиновка, как и вся Челябинская область, находится в часовой зоне МСК+2. Смещение применяемого времени относительно UTC составляет +5:00.

## Население
| 2002 | 2010 |
| ---- | ---- |
| 33   | ↗36  |

### Половой состав
По данным Всероссийской переписи, в 2010 году численность населения деревни составляла 36 человек (16 мужчин и 20 женщин).

## Улицы
В деревне имеются две улицы: Дальняя и Полевая.